# Grand Prix automobile de la Marne
Le Grand Prix automobile de la Marne est une course automobile créée en 1925 et disparue en 1953 (remplacée par la Coupe internationale de vitesse de 1957 à 1969). Elle a été disputée sur le circuit de Reims-Gueux et elle a accueilli des courses de Formule Libre, de Formule 750, de Formule 1, de Formule 2 ainsi que de voitures de sport. Plusieurs années durant, le tracé du Grand Prix de la Marne a été choisi pour accueillir le Grand Prix de France, faisant du Grand Prix de la Marne le Grand Prix de France.

## Palmarès
| Année     | Vainqueur           | Voiture    | Discipline | Circuit      | Résultats |
| --------- | ------------------- | ---------- | ---------- | ------------ | --------- |
| 1925      | Pierre Clause       | Bignan     | Grand Prix | Beine-Nauroy | Résultats |
| 1926      | François Lescot     | Bugatti    | Grand Prix | Reims-Gueux  | Résultats |
| 1927      | Philippe Étancelin  | Bugatti    | Grand Prix | Reims-Gueux  | Résultats |
| 1928      | Louis Chiron        | Bugatti    | Grand Prix | Reims-Gueux  | Résultats |
| 1929      | Philippe Étancelin  | Bugatti    | Grand Prix | Reims-Gueux  | Résultats |
| 1930      | René Dreyfus        | Bugatti    | Grand Prix | Reims-Gueux  | Résultats |
| 1931      | Marcel Lehoux       | Bugatti    | Grand Prix | Reims-Gueux  | Résultats |
| 1932      | Non couru           | Non couru  | Non couru  | Non couru    | Non couru |
| 1933      | Philippe Étancelin  | Alfa Romeo | Grand Prix | Reims-Gueux  | Résultats |
| 1934      | Louis Chiron        | Alfa Romeo | Grand Prix | Reims-Gueux  | Résultats |
| 1935      | René Dreyfus        | Alfa Romeo | Grand Prix | Reims-Gueux  | Résultats |
| 1935      | Albert Perrot,      | Delahaye   | Sport      | Reims-Gueux  | Résultats |
| 1936      | Jean-Pierre Wimille | Bugatti    | Sport      | Reims-Gueux  | Résultats |
| 1937      | Jean-Pierre Wimille | Bugatti    | Sport      | Reims-Gueux  | Résultats |
| 1938–1951 | Non couru           | Non couru  | Non couru  | Non couru    | Non couru |
| 1952      | Jean Behra          | Gordini    | Formule 2  | Reims-Gueux  | Résultats |

## Remarque
En 1936 et 1937, en réponse à la domination des monoplaces allemandes dans les épreuves de Grand Prix depuis plusieurs saisons, la France organisa une série d'épreuves pour voitures de sport, dont deux à Reims (ainsi qu'à Marseille).

## Galerie

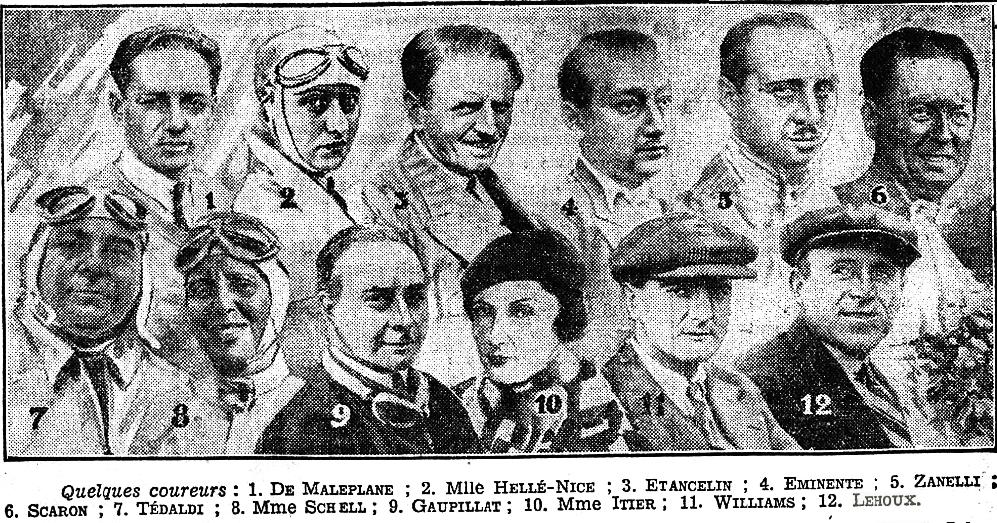
Les concurrents de l'édition 1931.
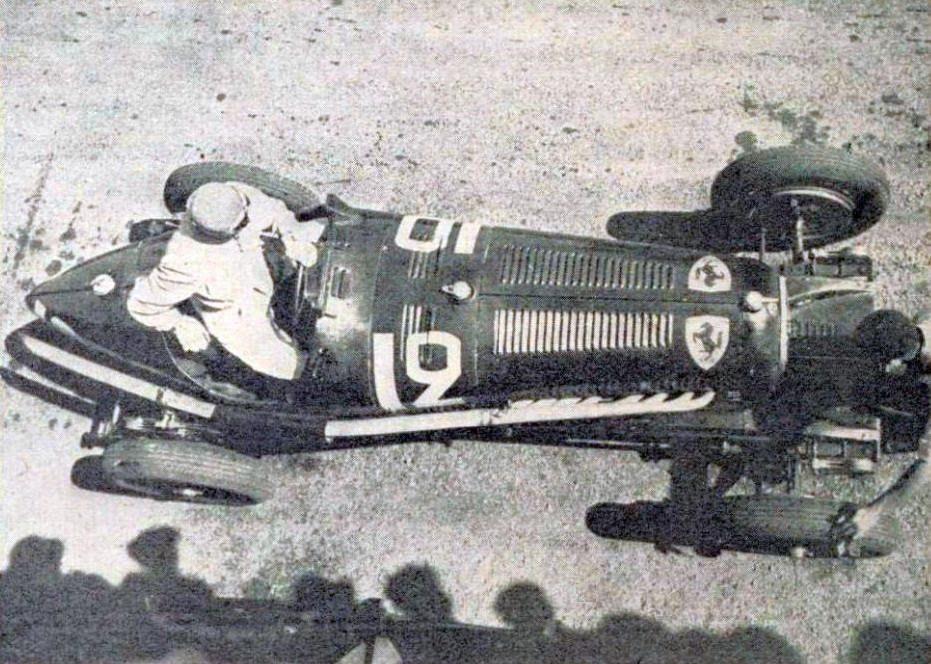
1934, arrêt de Louis Chiron au ravitaillement, sur Alfa Romeo P3 scuderia Ferrari.
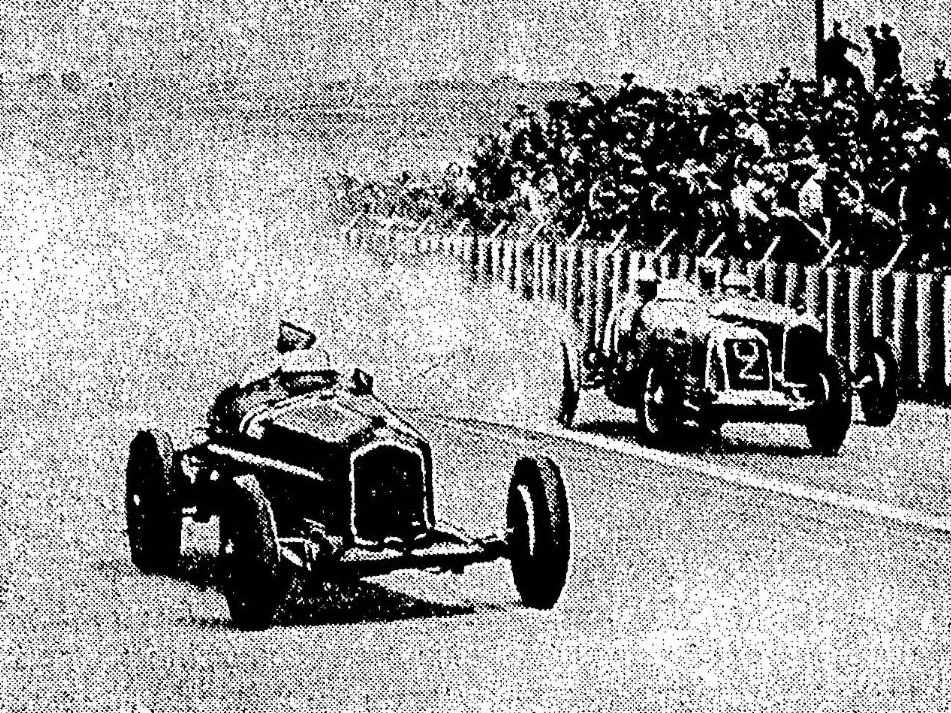
Chiron devant Lehoux et Ralph, en 1935.
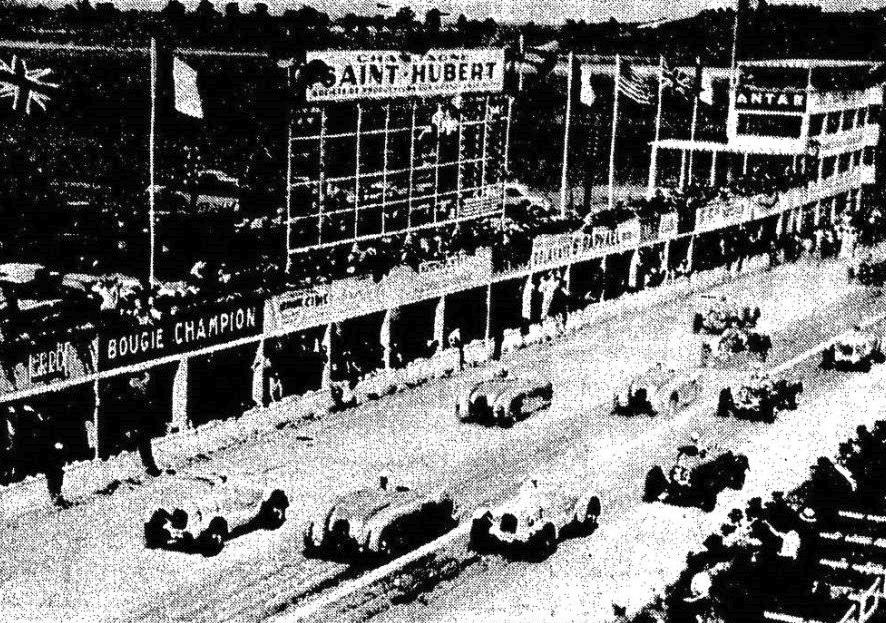
Départ du GP de la Marne 1936.
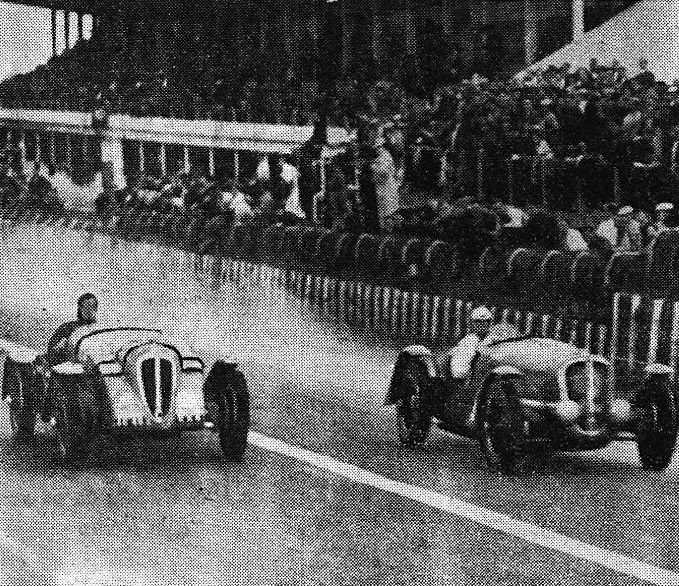
Deux concurrents de l'édition 1936.
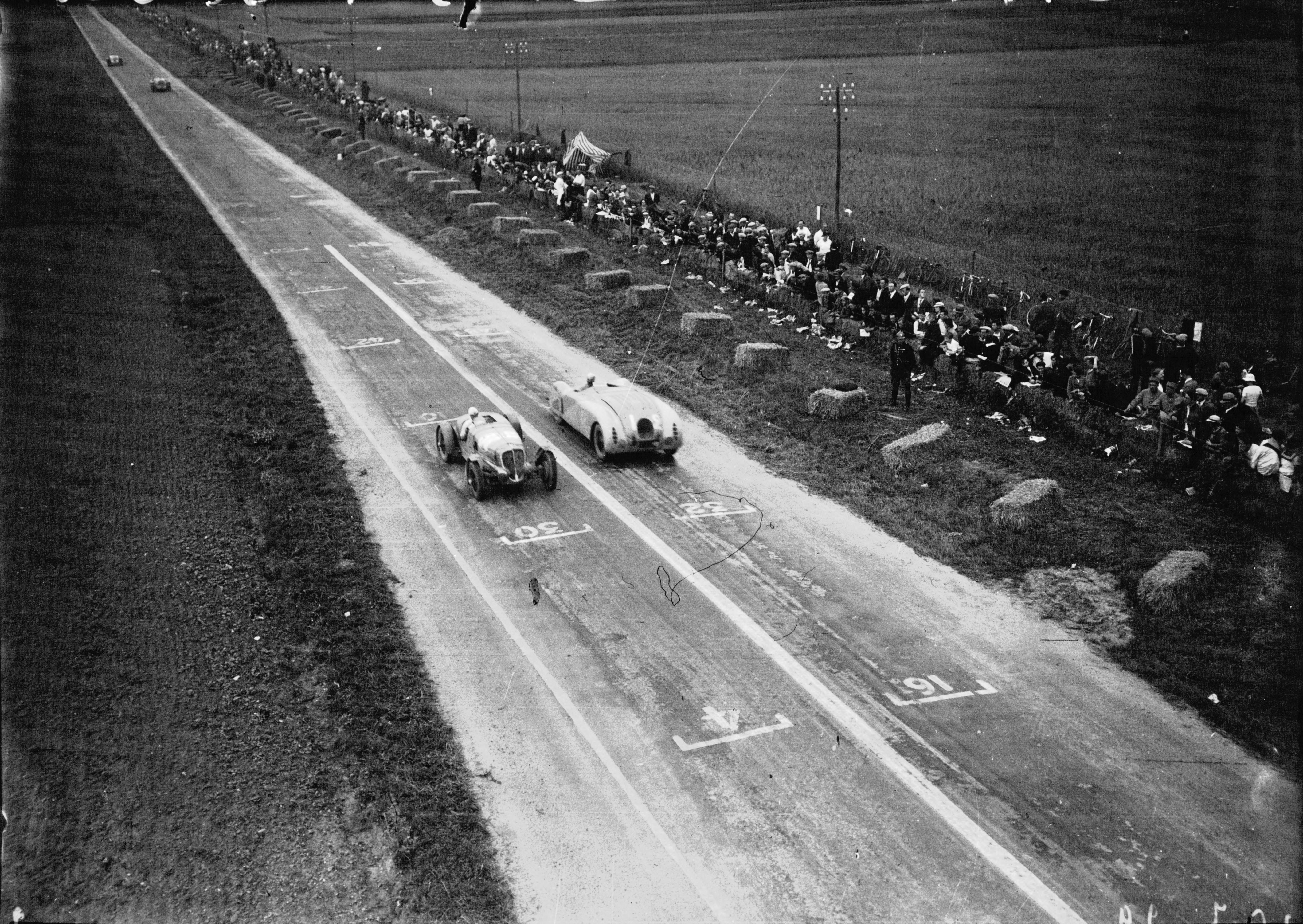
Deux voitures en 1937, dont celle du vainqueur à droite.